# Bertrimont

Bertrimont este o comună în departamentul Seine-Maritime, Franța. În 2009 avea o populație de 248 de locuitori.